# Флаккифей
Флаккифей (Флакцитей; лат. Flaccitheus; умер около 475) — первый король придунайских ругов (около 453 — около 475).

## Биография
Основной нарративный источник о Флаккифее — написанное Евгиппием в начале VI века «Житие святого Северина». Связанные с Флаккифеем события упоминаются также в других раннесредневековых источниках: «Хронике» Иоанна Антиохийского, «Панегирике Теодориху» Магна Феликса Эннодия и «Истории лангобардов» Павла Диакона.
Когда Флаккифей получил власть над ругами, точно неизвестно: предполагается, что это произошло около 453 года, во всяком случае, не позднее 469 года. После распада Гуннской империи, последовавшего в 454 году в результате битвы при Недао, руги, одно из наиболее слабых германских племён, осели на землях к северу от Дуная. Здесь, напротив бывшей римской провинции Прибрежный Норик и её города Фавианиса (современного Маутерн-ан-дер-Донау), они основали своё королевство. Резиденция его правителей располагалась на месте современного города Кремс-ан-дер-Донау.
С самого начала правления Флаккифея руги находились в состоянии войны с жившими в Нижней Паннонии остготами. Возможно, что поселение ругов на северном берегу Дуная было связано с преследованиями, которым они подвергались со стороны остготов. Иордан писал, что в 469 году руги участвовали в составе антиостготской коалиции в сражении на реке Болии. Хотя историк не упомянул, откуда пришли эти руги, предполагается, что это были придунайские руги короля Флаккифея. Вероятно, руги намеревались расширить свои владения на земли остготской Паннонии. Однако в сражении на Болии руги и их союзники потерпели сокрушительное поражение. Победа позволила правителю остготов Теодемиру взять под контроль пути на Апеннинский полуостров. Желая избежать дальнейшей войны со своими воинственными соседями, Флаккифей попросил Теодемира разрешить его народу пройти через остготские владения в Италию, где он намеревался присоединиться к своему союзнику Одоакру. Однако король ругов получил отказ, породивший у него подозрение, что остготы хотят его убить. О том, как поступить ему в этом конфликте, Флаккифей советовался со священником Северином Норикским. Святой настаивал на том, что руги должны остаться на придунайских землях и, действительно, вскоре между ругами и остготами был заключён мир. Его скрепил брак старшего сына короля Флаккифея Фелетея и остготки Гизо, вероятно, двоюродной сестры Теодориха Великого.
В дальнейшем правление Флаккифея было мирным: дошедшие до нас источники ничего не сообщают о ведшихся им войнах. Единственными нападавшими на его владения противниками были римские разбойники, обитавшие на южном берегу Дуная. Они грабили поселения ругов и похищали их жителей. Однако Флаккифей не преследовал их далее Дуная, опасаясь смерти, которую ему напророчил в этом случае Северин Норикский. Всё, что он делал — просил святого помочь ему в переговорах с разбойниками об освобождении пленных.
Флаккифей был арианином. Об обстоятельствах христианизации ругов сведений не сохранилось, но, возможно, в этом им способствовали также исповедовавшие арианство остготы. Подданные Флаккифея — единственные из проживавших к северу от Дуная германцев, которые в то время были христианами. Несмотря на это, король ругов поддерживал очень хорошие отношения с главой ортодоксальных христиан Норика Северином. Историки отмечают, что в житии не сообщает ни о каких попытках святого отвратить ругов от арианства.
Дата смерти Флаккифея не известна: предполагается, что он умер около 475 года, во всяком случае, не позднее 482 года. По свидетельству «Жития святого Северина», король «окончил жизнь в спокойной обстановке, превознесённый благоприятнейшим увеличением [власти]». Сыновьями Флаккифея были унаследовавший от отца власть над ругами Фелетей и Фердерух.